# Johan Martin Christian Lange

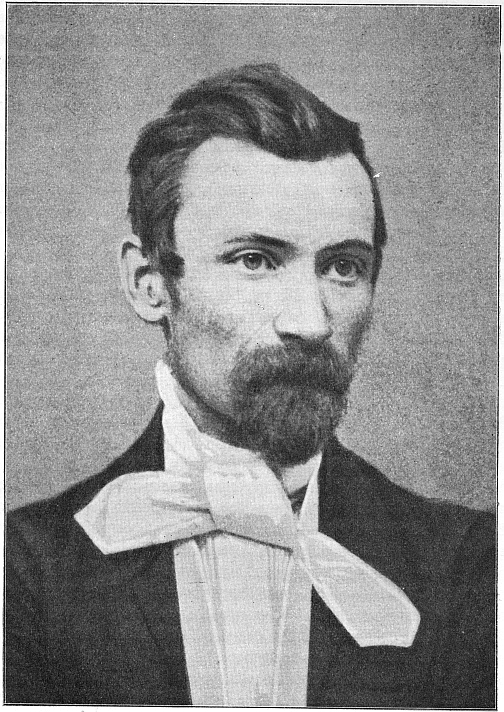
Johan Martin Christian Lange (Fotografie, ca. 1860)

Johan Martin Christian Lange (* 20. März 1818 in Ødstedgaard, Fredericia; † 3. April 1898 in Kopenhagen) war ein dänischer Botaniker. Sein offizielles botanisches Autorenkürzel lautet „Lange“.

## Leben
Beeinflusst u. a. von seinem Großvater mütterlicherseits, Pastor Morten T. Bredsdorff, bei dem er ab ca. 1828 aufwuchs, interessierte sich Lange früh für die Natur. Nach dem bestandenen Zugangsexamen für die Universität (1836) lebte er bei seinem Onkel mütterlicherseits, dem Botaniker Jens Wilken Hornemann, in Kopenhagen und studierte dort Botanik. 1842–44 vertrat er den Botaniker Frederik Liebmann an der Veterinärschule in Kopenhagen, die ab 1858 Teil der Königlichen Veterinär- und Landwirtschaftshochschule war, wo Lange ab 1858 ebenfalls unterrichtete (ab 1860 als Professor). 1846–48 war er Dozent an der Sorø Akademi. In Soroe lernte er u. a. Hans Christian Andersen kennen, der ihm den Scherenschnitt „Botaniker“ widmete. Ab 1851 arbeitete Lange am Botanischen Garten von Kopenhagen (z. T. unterbrochen von Forschungsreisen),  1856–76 als dessen Direktor. Er war Herausgeber der Lieferungen 44 bis 51 (1858 bis 1883) der Flora Danica. Er sammelte viele Pflanzen in Südfrankreich und in Spanien.

## Ehrungen
Nach ihm und nach Heinrich Moritz Willkomm ist die Pilzgattung Willkommlangea Kuntze benannt.

## Werke
- Descriptio iconibus illustrata plantarum novarum … e Flora hispanica. (1864–1866).
- Haandbog i den Danske Flora. (1850–1851, 4. Auflage 1886–1888).
- Revisio specierum generis Crataegi … quae in hortis Daniae coluntur. 1897.
- Arboretum scandinavicum. 1883.
- zusammen mit Heinrich Moritz Willkomm: Prodromus florae hispanicae … (1861–1880, Supplement 1893).